# 厕增六
厕增六，即天兔座η（Eta Leporis、Eta Lep、η Leporis、η Lep）是一個位於天兔座的黃-白矮星。它的視星等3.719。史匹哲太空望遠鏡的紅外攝譜儀觀測到該恆星旁有紅外過量的情形，相關模型則顯示有星周盤存在於該恆星周圍1到16光年處 。